# Vaszar
Vaszar là một thị trấn thuộc hạt Veszprém, Hungary. Thị trấn này có diện tích 33,69 km², dân số năm 2010 là 1492 người, mật độ 44 người/km².